# Le Val-d'Ajol
 Le Val-d'Ajol  es una población y comuna francesa, en la región de Lorena, departamento de Vosgos, en el distrito de Épinal y cantón de Plombières-les-Bains.

## Demografía
| 6224 | 5802 | 5573 | 5229 | 4877 | 4452 |
| Para los censos de 1962 a 1999 la población legal corresponde a la población sin duplicidades (Fuente: INSEE [Consultar]) |      |      |      |      |      |